# Affaire Bruno Joushomme
 (août 2024).
Si vous disposez d'ouvrages ou d'articles de référence ou si vous connaissez des sites web de qualité traitant du thème abordé ici, merci de compléter l'article en donnant les références utiles à sa vérifiabilité et en les liant à la section « Notes et références ».
L'affaire Bruno Joushomme est une affaire criminelle française dans laquelle Évelyne Laborde, 62 ans, née à Névez (Finistère) le 14 août 1923, aurait été assassinée à Chaville le 28 février 1985 par son mari Bruno, 22 ans. Bruno Joushomme est condamné en 1998 à la réclusion criminelle à perpétuité pour cet assassinat. Il clame son innocence depuis plus de 20 ans et affirme que son ex-femme est morte dans un accident de voiture.

## Biographie
Bruno Joushomme est né le 14 mai 1962 à Saint-Jean-de-Maurienne. Il a un frère prénommé Patrick, de deux ans son aîné.

## Les faits et l'enquête
Bruno et Évelyne se marient le 7 décembre 1984. Leur mariage est régi par le régime de la séparation de biens, et les époux ont contracté devant notaire, le 11 janvier 1985, une donation au dernier vivant.
Le 28 février 1985, en fin d'après-midi, sur une petite route de la forêt de Meudon, à la sortie de Chaville, Évelyne Laborde est au volant d'une 2 CV appartenant aux parents de Bruno. Elle n'a pas conduit depuis trente ans. La voiture percute un talus, s'arrête à quelques centimètres d'un arbre, et s'embrase presque aussitôt.
Bruno Joushomme réussit à sortir de la voiture. Il n'arrive pas à ouvrir la portière d'Évelyne, bloquée à l'intérieur. Elle meurt carbonisée. Quatre jours après, Bruno Joushomme est convoqué au commissariat pour un témoignage de routine. Ce dernier aboutit à la fermeture de l'enquête le lendemain. Ainsi, Bruno Joushomme hérite du patrimoine immobilier de son épouse. La valeur totale est estimée à quatre millions de francs (
soit 1 270 000 € en 2025).
Des investigations sont réalisées par la famille Laborde, de nouveaux éléments apparaissent. Le 12 mars 1985, le parquet ouvre une information judiciaire pour rechercher les causes de la mort. Une autopsie d'Évelyne et une expertise de la voiture sont ordonnées (le rapport concernant la voiture est rendu en avril 1985).
La famille d'Évelyne dépose alors plainte pour meurtre. Les mois suivants, la police place sur écoute Bruno Joushomme, ainsi que sa mère et son frère Patrick. Ils interceptent une discussion entre les deux frères : Bruno demande à Patrick s'il connaît un meurtrier français, ce dernier lui répond qu'il en connaît un, dont les initiales commencent par B et J.
D'autre part, la première autopsie du corps d'Évelyne Laborde montre une fracture du larynx.

### Une instruction de dix années
Le 10 septembre 1985, les Joushomme sont interpellés à leur domicile et placés en garde à vue. Durant les 48 heures d'audition, le jeune Bruno  irrite l'inspecteur divisionnaire Bernard Laithier. Selon Bruno Joushomme, il voulait lui faire avouer le meurtre.
Le 12 septembre 1985, Bruno Joushomme est mis en examen pour assassinat et incarcéré. Sa mère et son frère ressortent libres du commissariat.
Le 4 novembre 1986, la justice le remet en liberté. La fracture du larynx de madame Laborde est considérée comme survenue lors de l'autopsie. L'instruction se poursuit. En 1987, la 2 CV est détruite.
En janvier 1989, le corps d'Évelyne est sur le point d'être exhumé. L'un des médecins légistes oublie de signer son rapport. L'exhumation est annulée.
Bruno Joushomme poursuit des études de philosophie, obtient un DEA en 1989. À l'université, il fait la rencontre de Marie-Claude.
En février 1991, la juge d'instruction transmet le dossier à la chambre d'instruction en vue de la mise en accusation de Bruno Joushomme devant une cour d'assises.
Le 10 avril 1991, la chambre d'accusation renvoie le dossier, considérant qu'il n'y a pas assez d'éléments à son encontre. La juge d'instruction quitte le tribunal en octobre 1991.
En octobre 1992, nouvelle expertise du corps d'Évelyne Laborde : elle n'apporte rien de nouveau, l'état du corps s'est dégradé.
Bruno Joushomme obtient un doctorat de philosophie en 1993. Il voyage beaucoup, devient père d'un petit garçon en 1994. Son couple se dégrade, Marie-Claude le quitte.
Le 21 février 1995, a lieu la reconstitution.
À l'automne 1995, Bruno Joushomme est renvoyé devant la cour d'assises des Hauts-de-Seine.
La durée de l'instruction est exceptionnelle : un suspect est identifié et mis en examen pendant 10 ans (voire 13 ans, à la date d'ouverture du procès).

## Procès et condamnation
Le 16 novembre 1998, le procès de Bruno Joushomme s'ouvre devant la cour d'assises des Hauts-de-Seine. L'accusé a 36 ans, il est fatigué et dépressif depuis que sa compagne l'a quitté.
Le 20 novembre 1998, Bruno Joushomme est condamné à perpétuité sans appel après 14 ans de procédure. Il clame son innocence : « Je suis une banale victime d'un détournement d'héritage orchestré par la famille de celle qui a voulu la déshériter en m'épousant... »
Il dénonce le fonctionnaire de police chargé de l'affaire, l'inspecteur Laithier : celui-ci aurait été vexé par son incapacité à le faire avouer.
Laithier accuse Bruno Joushomme lors du procès, de façon manifestement partiale : aucune preuve matérielle n'est versée au dossier d'instruction.
Son frère, Patrick Joushomme, déclare avoir des soupçons envers Bruno. Ces soupçons résultent en partie des résultats de l'autopsie d'Évelyne Laborde. Les enquêteurs les lui ont présentés (Patrick étant médecin), et notamment la fracture du larynx, (induisant l'hypothèse d'un étranglement), qui a été récusée ultérieurement.
Son avocat maître Jean-Marc Florand, qui a réhabilité Patrick Dils et a repris le dossier en 2002, déclare : « c'est un accident et nous le prouverons ».

## Les suites
Les preuves (ou leur absence) sont au cœur des débats dans cette affaire : aucune preuve matérielle ne permet d'incriminer Bruno Joushomme. Le verdict de la cour d'assises des Hauts-de-Seine est basé sur l'intime conviction des jurés.
L'affaire conserve, dans la presse et une partie de l'opinion, une part de mystère. Parmi les éléments troublants : l'écart d'âge ; quand ils se marient, il a 22 ans, elle 62. Et d'autre part, la signature d'un testament avec transmission au dernier vivant quelques semaines après le mariage.
La famille d'Évelyne Laborde avait critiqué Évelyne d'avoir tout légué à son époux si elle décédait avant lui. Dans une lettre, Évelyne les remercie de se préoccuper de son « après, alors qu'ils ne se sont jamais occupés de [s]on présent ».
En 1998, Bruno Joushomme est condamné à la réclusion criminelle à perpétuité.
Il formule une demande de liberté conditionnelle, après 20 ans d'incarcération. Elle lui est refusée par la justice.
Il sort de prison en liberté conditionnelle en 2020. Il clame toujours son innocence.

## Documentaires télévisés
- « Bruno Joushomme, Meurtre en 2 CV » le 12 mars 2006 dans Faites entrer l'accusé présenté par Christophe Hondelatte sur France 2.
- « Noces de sang » le 30 avril 2008 dans Secrets d'actualité sur M6.
- « L'affaire Joushomme, noces de sang » le 7 avril 2010 dans Enquêtes criminelles : le magazine des faits divers sur W9.
- « L'affaire Joushomme » le 26 juillet 2010 dans Affaires criminelles sur NT1.
- « Noces... d'argent ! » (troisième reportage) dans « L'appât du gain » le 14 mars 2019 dans Héritages sur NRJ 12.
- « Affaire Bruno Joushomme, la place du mort », le 16 novembre 2024 dans Au bout de l'enquête, la fin du crime parfait ? sur France 2

## Émission radiophonique
- « Bruno Joushomme : un amour particulier » le 22 septembre 2016 dans Hondelatte raconte de Christophe Hondelatte sur Europe 1.
- « L'affaire Joushomme : mystère à perpétuité » le 4 janvier 2018 dans L'Heure du crime de Jacques Pradel sur RTL.